# Odontophorus dialeucos
Odontophorus dialeucos là một loài chim trong họ Odontophoridae.